# Physaria lata
Physaria lata är en korsblommig växtart som först beskrevs av Elmer Ottis Wooton och Paul Carpenter Standley, och fick sitt nu gällande namn av O'kane och Al-shehbaz. Physaria lata ingår i släktet Physaria och familjen korsblommiga växter. Inga underarter finns listade i Catalogue of Life.